# Smietliwyj (1901)
Smietliwyj (ros. Сметливый), pierwotnie Pielikan (Пеликан) – rosyjski niszczyciel z początku XX wieku, jedna z 27 jednostek typu Sokoł.
Wyporność okrętu wynosiła około 250 ton, a jego główne uzbrojenie stanowiło pojedyncze działo kalibru 75 mm wsparte lżejszą artylerią oraz bronią torpedową. Napędzana maszynami parowymi jednostka rozwijała prędkość około 26 węzłów, osiągając zasięg 450–660 Mm przy prędkości 13 węzłów.
Okręt został zwodowany 20 lipca?/2 sierpnia 1901 roku w stoczni Wm. Crichton & Co. w Petersburgu, a do służby w Marynarce Wojennej Imperium Rosyjskiego został wcielony we wrześniu 1902 roku, z przydziałem do Floty Czarnomorskiej. „Smietliwyj” wziął udział w I wojnie światowej, a w czerwcu 1918 roku opanowany przez bolszewików został samozatopiony w Noworosyjsku, by uniknąć przejęcia przez Niemców. Wrak niszczyciela został podniesiony w 1926 roku i następnie złomowany.

## Projekt i budowa
„Smietliwyj” był jednym z 27 niszczycieli typu Sokoł, spośród których 26 wykonanych zostało przez rosyjski przemysł okrętowy na wzór zbudowanego w Wielkiej Brytanii w 1895 roku „Sokoła”. Prototypowy „Sokoł” był jednym z pierwszych i najnowocześniejszych niszczycieli na świecie, lecz na skutek szybkiego rozwoju tej klasy okrętów na przełomie wieków oraz opóźnienia z budową serii, okręty seryjne w chwili wejścia do służby były już przestarzałe, mniejsze i słabiej uzbrojone od nowych niszczycieli. Formalnie początkowo klasyfikowane były w Rosji jako torpedowce, przed wyodrębnieniem w 1907 roku klasy niszczycieli (dosłownie: torpedowców eskadrowych, ros. eskadriennyj minonosiec), aczkolwiek faktycznie od początku nazywane były niszczycielami.
13 listopada?/25 listopada 1898 roku Ministerstwo Marynarki zawarło kontrakt ze stocznią Wm. Crichton & Co. w Petersburgu na budowę czterech okrętów typu Sokoł, zakładając ukończenie jednostek w czasie 18–24 miesięcy. Potrzebna do budowy stal dostarczona została przez miejscowe Zakłady Newskie. Stępkę niszczyciela położono w sierpniu 1899 roku, a zwodowany został pod nazwą „Pielikan” (ros. „Пеликан”) 20 lipca?/2 sierpnia 1901 roku. W marcu 1902 roku okręt przemianowano na „Smietliwyj” (ros. „Сметливый”), po zmianie schematu nazewnictwa niszczycieli i rezygnacji z nazw ptaków. 16?/29 sierpnia 1902 roku niszczyciel rozpoczął próby morskie, osiągając podczas nich prędkość 26,7 węzła.

## Dane taktyczno-techniczne
Okręt był niewielkim, czterokominowym niszczycielem z taranowym dziobem. Długość całkowita wykonanego ze stali niklowej kadłuba wynosiła 57,91 metra, szerokość 5,64 metra i zanurzenie 2,29 metra. Wyporność normalna wynosiła 240 ton, a pełna 258 ton. Okręt napędzany był przez dwie maszyny parowe potrójnego rozprężania o mocy 3800 KM, poruszające dwie śruby, do których parę dostarczało osiem kotłów Yarrow. Prędkość projektowa wynosiła 26,5 węzła. Pełny zapas węgla wynosił 60 ton. Zapewniał on zasięg wynoszący od 450 do 660 Mm przy prędkości 13 węzłów .
Główne uzbrojenie artyleryjskie stanowiło pojedyncze działo kalibru 75 mm Canet o długości 50 kalibrów (L/50), umieszczone na platformie nad sterówką, strzelające pociskami o masie 4,9 kg, z zapasem 160 pocisków przeciwpancernych. Uzbrojenie uzupełniały trzy pojedyncze działa kalibru 47 mm Hotchkiss M1885 L/40 (dwa umieszczone na burtach za pomostem bojowym i jedno na samej rufie). Strzelały pociskami o masie 1,5 kg, a zapas amunicji wynosił 800 sztuk. Okręt wyposażony był w dwie pojedyncze obrotowe wyrzutnie torped kalibru 381 mm, umieszczone w osi podłużnej na pokładzie na rufie, z zapasem sześciu torped. Torpeda Whiteheada typu L wzór 1898 miała długość 5,18 metra i masę 430 kg (w tym głowica bojowa 64 kg), a jej zasięg wynosił 600 metrów przy prędkości 29–30 węzłów i 900 metrów przy 25 węzłach . 
Załoga okrętu liczyła początkowo 52 osoby, w tym czterech oficerów, później stan wzrastał do 55 osób.

## Służba
„Smietliwyj” został wcielony do służby w Marynarce Wojennej Imperium Rosyjskiego we wrześniu 1902 roku. 25 września?/8 października i 1?/14 października 1902 roku „Smietliwyj”, „Striemitielnyj”, „Strogij” i „Swiriepyj” w dwóch parach wyszły z Kronsztadu w rejs na Morze Czarne, osiągając bazę w Sewastopolu w styczniu 1903 roku i wchodząc tym samym w skład Floty Czarnomorskiej. Dopiero po przybyciu na Morze Czarne okręt otrzymał przewidziane w projekcie uzbrojenie.
W latach 1907–1909 roku w bazie w Sewastopolu i Stoczni Admiralicji w Nikołajewie przeprowadzono remont i modernizację niszczyciela, która obejmowała m.in. powiększenie wysokości kominów, montaż w części dziobowej pomostu bojowego wraz z kabiną nawigacyjną, przeniesienie na pokład kambuzu, usunięcie drewnianych okładzin z pomieszczeń wewnętrznych oraz zamontowanie płóciennego zabezpieczenia nad tylnym stanowiskiem sterowania. Na przeprowadzonych w 1912 roku próbach „Smietliwyj” osiągnął na mili pomiarowej prędkość 24 węzły, a przy standardowym zapasie węgla wynoszącym 60 ton zasięg pływania wynosił 300 Mm przy prędkości maksymalnej i 900 Mm przy prędkości ekonomicznej 12 węzłów.
Po 1912 roku dokonano modernizacji uzbrojenia jednostki: zdemontowano wszystkie działa kalibru 47 mm, dodając drugą, usytuowaną w pobliżu rufy armatę kalibru 75 mm (z zapasem dodatkowych 160 pocisków) i trzy pojedyncze karabiny maszynowe kalibru 7,62 mm; prócz tego niszczyciel przystosowano do przenoszenia 12 min na ułożonych na pokładzie torach. Tuż przed wybuchem I wojny światowej okręt został wyposażony w reflektor o średnicy 40 cm.
W momencie rozpoczęcia działań wojennych cztery czarnomorskie okręty typu Sokoł („Smietliwyj”, „Striemitielnyj”, „Strogij” i „Swiriepyj”) wchodziły w skład 6. dywizjonu niszczycieli. 24 grudnia 1914?/6 stycznia 1915 roku wzięły one udział w nieudanej operacji zablokowania osmańskiego portu Zonguldak za pomocą branderów o napędzie parowym, stając się celem prowadzonego z brzegu ostrzału; wszystkie nazajutrz powróciły do bazy w Sewastopolu. Wkrótce wszystkie cztery niszczyciele typu Sokoł zostały przebazowane do Batumi, skąd przeprowadzały misje rozpoznawcze, ostrzał wrogich pozycji i działania przeciwko żegludze przybrzeżnej. 7?/20 marca 1917 roku okręt „Smietliwyj” i „Swiriepyj” wzięły udział w wypadzie w rejon Tirebolu i Giresun, podczas którego zatopiono dwa żaglowce i ostrzelano obie miejscowości. 28 maja?/10 czerwca okręt (wraz z bliźniaczym niszczycielem „Strogij”) uczestniczył w wypadzie krążowników pomocniczych „Dacia” i „Regele Carol” w rejon Synopy, Samsunu, Ünye i Ordu, w trakcie którego zatopiono 125 małych żaglowców, a trzy zdobyto („Smietliwyj zapisał na swym koncie 85 żaglowców zniszczonych i jeden zdobyty).
W wyniku rewolucji październikowej okręt został przejęty przez bolszewików, po czym został 18 czerwca 1918 roku samozatopiony koło Noworosyjska w Zatoce Cemskiej, by uniknąć przejęcia przez Niemców. Wrak niszczyciela został podniesiony w 1926 roku przez specjalistów z przedsiębiorstwa robót ratowniczych i podwodnych EPRON, po czym złomowany.